# No'where
No'where（ノーウェア）は、日本の4人組イギリス系ロックバンドである。1998年に結成され、同年フォーライフ・レコードよりメジャー・デビュー。2000年活動停止。

## 来歴
1997年、柏原収史と藤井修が出逢いバンド結成へ向けてスタート。そこへ柏原の実兄・崇も賛同し加入。その後、LOUDNESS 樋口宗孝の推薦もありオーディションでベーシスト田中丸善威も加わりバンド活動開始。1998年8月、フォーライフ・レコードの新レーベルAWOONの第一弾アーティストとしてシングル「Another World」でメジャー・デビュー。同年夏にTBSテレビで放送されたドラマ「ランデヴー」では主演 柏原崇 他 バンドメンバー全員で出演。ドラマの中で結成され、そのままデビューした、とも言われている。1999年1月21日発売2ndシングル曲「Don't stay/recall Road」は同年放映された「たけしの万物創世記」EDテーマ。プロモーションでは、3月8日に HEY!HEY!HEY! MUSIC CHAMP（フジテレビ）の他、FUN（日本テレビ）等への出演も果たしている。1999年夏、都内CLUB QUATTROにて公演。同年8月14日には、台北市立體育場においての単独公演で約3万人を動員した。
2000年に入り、事務所とレコード会社との間で温度差が生じ、止む無く活動停止。

## メンバー
- 柏原崇（1977年3月16日 - ）：ボーカル、作詞、作曲
- 柏原収史（1978年12月23日 - ）：ギター、作曲、作詞
- 田中丸善威（1972年1月13日 - ）：ベース
- 藤井修（1960年9月8日 - ）：ドラム、リーダー

## タイアップ一覧
| 使用年 | 曲名          | タイアップ                                           |
| ------ | ------------- | ---------------------------------------------------- |
| 1998年 | Another World | TBS系 金曜ドラマ『ランデヴー』より                   |
| 1999年 | Don't stay    | テレビ朝日系『たけしの万物創世紀』エンディングテーマ |